# GLUT3
GLUT3 (ГЛЮТ-3, глюкозный транспортёр тип 3), также известный как SLC2A3 (сокр. от англ. solute carrier family 2, facilitated glucose transporter member 3) — трансмембранный белок-переносчик глюкозы, с высокой аффиностью (сродством) по отношению к глюкозе. Экспрессируется и обнаруживается в большой степени в нейронах ЦНС, вследствие высокой потребности данной системы в глюкозе, как основного источника энергии. GLUT3 также был изучен в других типах клеток, которые нуждаются в высокой потребности в глюкозе, такие как: сперматозоиды, предимплантантные эмбрионы, циркулирующие белые кровяные тельца и клеточные линии раковых опухолей. Ген, кодирующий белок у человека  SLC2A3 локализован на 12-й хромосоме.
GLUT3 стал третьим по счёту глюкозным белком-переносчиком, который обнаружили в живом организме. Его клонировали в 1988 году из эмбриональной скелетной линии мышечных клеток, с использованием кДНК-зонда GLUT1, который показал, что GLUT3 имеет 64,4 %  различия по индентичности с GLUT1.

## Структура
GLUT3 представляет собой трансмембранный белок, состоящий из 496 аминокислот и имеющий молекулярную массу — 53924 Да.

## Функции
Хотя было обнаружено, что GLUT3 экспрессируется в различных тканях, наиболее специфически он экспрессируется в нейронах, локализуется преимущественно в аксонах и дендритах, а также, но менее заметно, в соме (теле) нервной клетки. GLUT3 имеет как минимум в пять раз большую транспортную способность, чем GLUT1 или GLUT4, а также более высокое сродство к глюкозе, чем GLUT1, GLUT2 или GLUT4. Данные особенности переносчика критически важны, поскольку концентрация глюкозы вокруг нейронов составляет всего 1–2 ммоль/л по сравнению с 5–6 ммоль/л в сыворотке.

### В головном мозге
Доставка и утилизация глюкозы в головном мозге млекопитающих опосредованы преимущественно высокомолекулярной формой GLUT1 в гематоэнцефалическом барьере, GLUT3 в популяциях нейронов и менее гликозилированной формой GLUT1 в остальной части паренхимы. GLUT3 считается основным, но не единственным нейрональным транспортером глюкозы, в то же время в нейронах были обнаружены и другие транспортёры глюкозы.
Экспрессия GLUT3 в нейронах крысы совпадает с половым созреванием и синаптической связью, а у мышей наблюдалась положительная корреляция между уровнями белков GLUT1, GLUT3 и региональной утилизацией глюкозы в головном мозге. 
Центральная роль GLUT3 в метаболизме головного мозга была оспорена гипотезой лактатного челнока между астроцитами и нейронами (ANLS), которая предполагает, что астроциты играют ключевую роль в связи между активностью нейронов и утилизацией глюкозы в головном мозге. Согласно этой гипотезе, астроцит, который полагается на GLUT1 для транспортировки глюкозы, является основным потребителем глюкозы в мозге, обеспечивая синтез лактата, который используется в качестве основного энергетического топлива для нейронов. Однако при моделировании кинетических характеристик и концентрации глюкозы в нейронах и нейроглии был сделан вывод, что способность нейронов транспортировать глюкозу через GLUT3 значительно превышает способность астроцитов транспортировать глюкозу посредством GLUT1. Кроме того, демонстрация увеличения экспрессии GLUT3, связанного с увеличением утилизации глюкозы в головном мозге, служит дополнительным подтверждением центральной роли GLUT3.